# Педро Патерно
Педро Алехандро Патерно і де Вера Ігнасіо (27 лютого 1857 — 26 квітня 1911) — філіппінський політик, знаний як перебіжник. Писав вірші та прозу.
Його участь на боці Іспанії сприяла підписанню пакту Б'як-на-Бато 14 грудня 1897 року, звіт про який він опублікував 1910 року. Автор першого роману «Nínay» 1885 року, написаного корінним філіппінцем і першої філіппінської збірки віршів іспанською мовою «Sampaguitas y otras poesías varias» («Жасмини й інші різноманітні вірші»), опублікованої 1880 року в Мадриді.

## Ранні роки
Народився 17 лютого 1857 року. Був «дитиною привілеїв у суспільстві обмежених можливостей» у сім'ї з 13 дітей дона Максимо Патерно та його другої дружини, доньї Кармен де Вера Ігнасіо. Після заколоту Кавітів 1872 року батька заслали на Гуам (тоді частина Іспанської Ост-Індії) на десять років, він помер 26 липня 1900 року, залишивши значні статки:411–412.
Закінчив Університет Атенео-де-Маніла зі ступенем бакалавра мистецтв. У 14 років його відправили на навчання до Іспанії, де він провів наступні 11 років в Університеті Саламанки, а потім у Центральному університеті Мадрида (нині Мадридський університет):412. У Саламанці слухав курси філософії та богослов'я, а в Мадриді 1880 року здобув диплом доктора цивільного та канонічного права.
1876 року написав свій перший памфлет «Influencia Social del Cristanismo», де показав себе в іспанській міській культурі. Розкрив головні теми своїх робіт: закон соціальної еволюції, цінність розуму, людська досконалість і синтез есенціалізованого «Сходу» та «Заходу» в християнстві.
1893 року нагороджений орденом Ізабелли Католики:412. У березні 1894 року призначений директором Museo Biblioteca de Filipinas (нині Національна бібліотека Філіппін); він став першим філіппінцем, який обійняв цю посаду.

## Б'як-на-Бато
На суді 1896 року над Хосе Рісалем висловили припущення, що Патерно разом з Рісалем підбурювали Катіпунан, оскільки обидва писали про Доіспанську історію Філіппін. Як доказ співучасті, обвинувачення з боку Іспанії покликалося на попередню роботу Патерно «Цивілізація Антигуа», в якій він пропагував ідеї «хибні, так і ті, що завдають шкоди суверенітету Іспанії». Однак ніхто не виступив проти Патерно, оскільки він був близьким до значної кількості чиновників серед військових і цивільних іспанських, які могли за нього поручитися. Таким чином, Патерно, як і багато інших представників манільської еліти, дистанціювався від подій революції Катіпунани.
1897 року філіппінські революційні війська на чолі з генералом Еміліо Агінальдо були вигнані з Кавіте та відступали на північ від міста, поки не зупинилися в селі Б'як-на-Бато, Сан-Мігель-де-Маюмо, Булакан. Тут вони заснували те, що стало знаним як Республіка Б'як-на-Бато.
Наприкінці липня 1897 року зустрівся з генерал-губернатором Фернандо Прімо де Ріверою, з яким познайомився в Іспанії, і запропонував свої послуги як посередника. Оскільки багато високопоставлених іспанців того часу вважали, що Патерно має великий вплив на тубільців, Прімо де Рівера прийняв пропозицію. Він закликав до перемир'я, пояснюючи своє рішення Генеральним кортесам: «Я можу захопити Б'як-на-Бато, будь-який військовик може захопити його, але я не можу обіцяти, що зможу придушити повстання».
Патерно залишив Манілу 4 серпня 1897 року і знайшов в Агінальдо через п'ять днів. Це поклало початок тримісячній серії переговорів, під час яких Патерно постійно подорожував між Манілою, Б'як-на-Бато та деякими районами південного Лусона, де панувала низка революційних вождів. У період переговорів 27 листопада 1897 року померла дружина Патерно Луїза. На церемонії з 14 до 15 грудня того ж року Агінальдо підписав Пакт Б'як-на-Бато. На Різдво проголосив офіційне завершення Філіппінської революції і 27 грудня поїхав до Гонконгу через порт Дагупан.
11 січня 1898 року повернувся до Маніли і попросив надати йому титул за винагороду, місце в сенаті й оплату його послуг мексиканськими доларами, але Прімо де Рівера й інші представники відмовили.

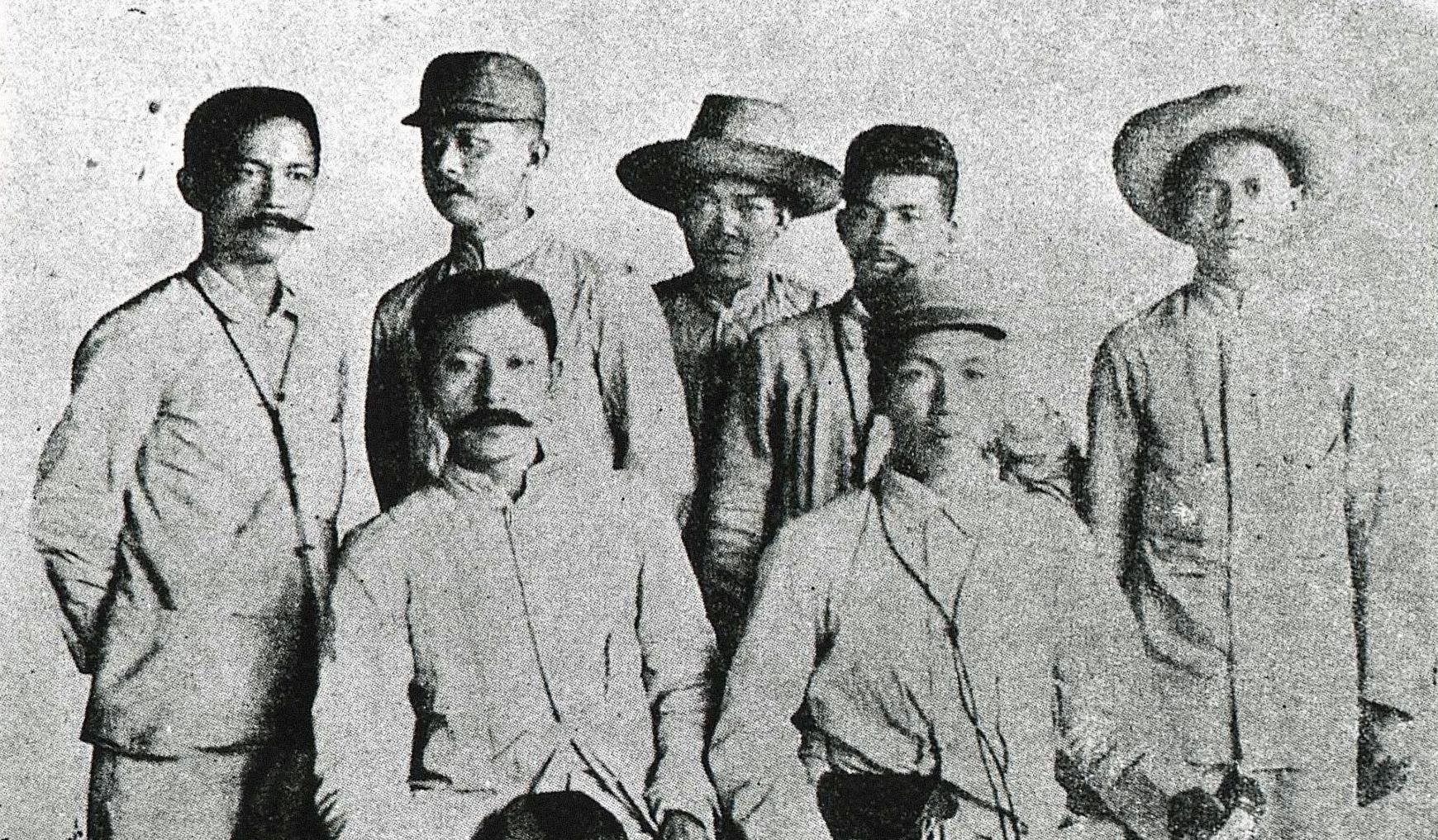
Філіппінські учасники переговорів щодо пакту Б'як-на-Бато. Сидять зліва направо: Патерно та Еміліо Агінальдо з п'ятьма супутниками.

## Прем'єр-міністр
У вересні 1898 року обраний делегатом від Північного Ілокоса та президентом конгресу Малолос:469. Обіймав посаду прем'єр-міністра Республіки Філіппіни в середині 1899 року, а також очолював асамблею та кабінет міністрів. Захоплений американцями у квітні 1900 року в Антомоку, Бенґет:504.

## Американський колоніальний період

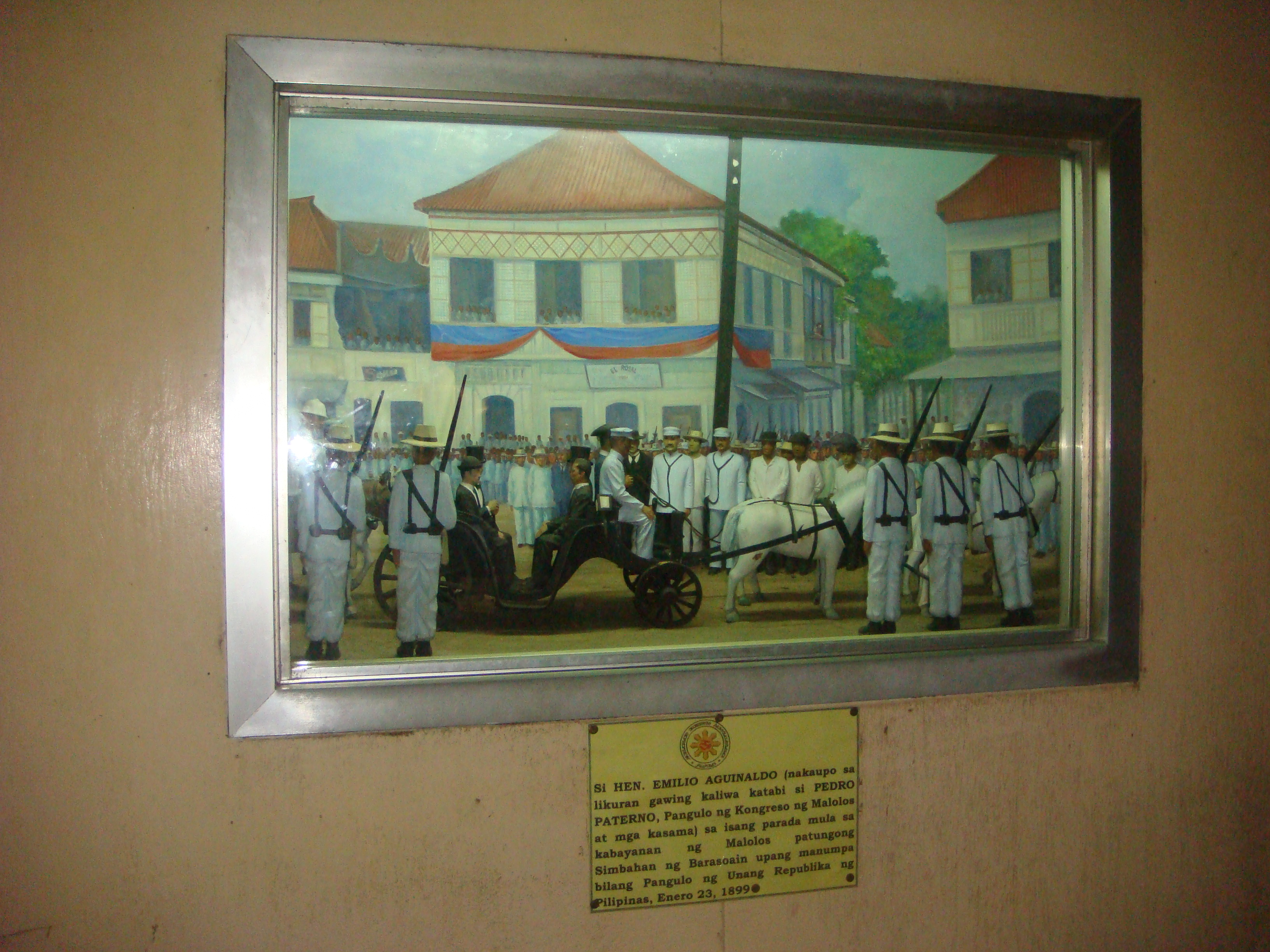
Мініатюрна модель Еміліо Агінальдо та Педро Патерно в церкві Барасоайн (на параді в екіпажах під час складання присяги Агінальдо як президента Філіппін 23 січня 1899 року).

Під час філіппінсько-американської війни після підписання Паризького договору 1898 року був одним із найвидатніших філіппінців, які приєдналися до американської сторони та виступали за приєднання Філіппін до США. Як редактор і власник газети «La Patria», підтримував американське панування і вдячність Іспанії, звідки «філіппінці почали свою цивілізацію»:412–413. 1907 року обраний до асамблеї Філіппін, представляючи 1-й округ провінції Ла-Лагуна (сучасна Лагуна) у 1-му законодавчому органі Філіппін. Служив до закінчення терміну у 1909 році.
Помер від холери 26 квітня 1911 року.

## Спадщина

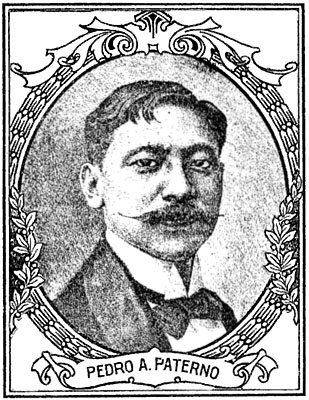
Педро Патерно

Попри участь Патерно в багатьох змінах, які сприяли народженню філіппінської нації, спадщина Патерно в основному маловідома серед філіппінських істориків і націоналістів.

Філіппінський історик Ресіл Мохарес зазначає, що:
Історія не була прихильною до Педро Патерно. Століття тому він був одним із провідних інтелектуалів країни, проклавши шлях у філіппінських літерах. Сьогодні його ігнорують у багатьох сферах, у яких він колись виступав із великою авторитетністю, реальною чи уявною. Жодної повної біографії чи широкого огляду його творів так і не написали, і сьогодні його ніхто не читає.
Мохарес також зазначив, що його саркастичне і яскраве ставлення, у якому прагнув високої поваги в соціальній ієрархії, де б він не був, викликало критику.

Джон Шумахер зазначив, що роботи Патерно «не наукові»:
«Ексцентричні та дотепні міркування» Патерно про філіппінську цивілізацію підірвали національну справу. «Реконструювання філіппінського минулого, яким би славетним воно не було, під фальшивими приводами не може нічого зробити для формування почуття національної ідентичності, ба більше не стане керівництвом для сьогодення чи майбутнього».
Історик Амбет Окампо пояснює ставлення до Патерно через його схильність до ренегатства:
Пам'ятайте, що Патерно був одним із найбільших «балімбінгів» (перебіжників) в історії (можливо, він був першим «перебіжником» у політичній історії Філіппін). Спочатку він був на боці Іспанії, а 1898 року після проголошення незалежності, він «пробив собі шлях до влади» і став президентом Конгресу Малолос 1899 року, а потім відчув зміну політичних вітрів після встановлення американського колоніального уряду, став членом Першої філіппінської асамблеї.

## В мистецтві
- Юла Серво зіграв Патерно у фільмі «Президент» (2012).
- Лео Мартінеса зіграв Патерно у фільмі «Генерал Луна» (2015) і його продовженні «Гойо: Молодий генерал» (2018).
- Дж. В. Ібесате зіграв Патерно в мюзиклі Тангаланга Піліпіно «Mabining Mandirigma».